# Бойко Галина Яківна
Галина Яківна Бойко (нар. 21 червня 1941, село Матусів, тепер  Черкаської області) — українська радянська діячка, бригадир молочнотоварної ферми бурякорадгоспу Матусівського цукрокомбінату Шполянського району Черкаської області. Депутат Верховної Ради УРСР 11-го скликання.

## Біографія
У 1958—1960 роках — вагар колгоспу імені Ленінського комсомолу Шполянського району Черкаської області.
У 1960—1965 роках — колгоспниця колгоспу «Комуніст», робітниця радгоспу Матусівського цукрокомбінату Шполянського району Черкаської області.
З 1965 року — обліковець, а з 1967 року — бригадир молочнотоварної ферми радгоспу Матусівського цукрового комбінату Шполянського району Черкаської області.
Освіта середня спеціальна. Без відриву від виробництва закінчила зоотехнікум.
Потім — на пенсії в селі Матусів Шполянського району Черкаської області.

## Нагороди
- орден Трудового Червоного Прапора
- ордени
- медалі